# Onverwacht (meekrapstoof)

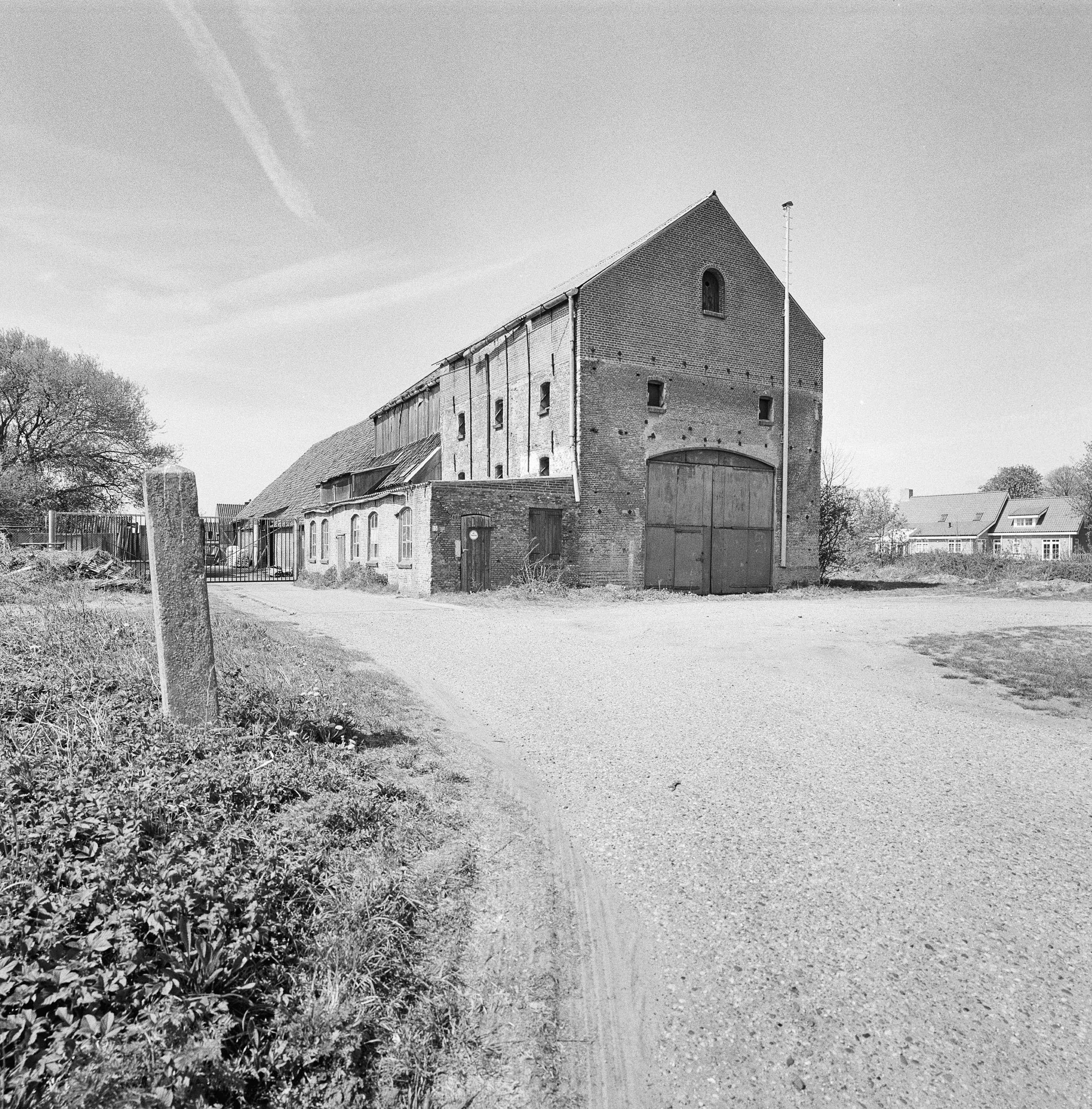
Voorgevel van de Onverwacht in 1996

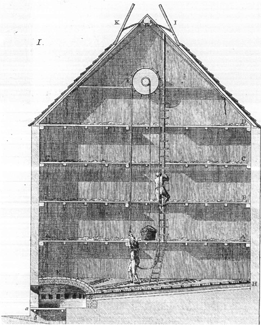
Droogschuur van een Meekrapstoof

De Onverwacht is een in 1755 gebouwde meekrapstoof, aan de Dorpsweg te Ouddorp, in de Nederlandse provincie Zuid-Holland. Meekrap is een gewas dat vanaf de 16e eeuw op grote schaal werd geteeld om er de kleurstof alizarine ofwel Turks rood uit te bereiden. In de Onverwacht werd de meekrap gedroogd en met de hand fijngestampt in het stamphuis. Aan het eind van de 19e eeuw namen stoommachines dit werk over. In het begin van de 20e eeuw verdween de meekrapteelt door de opkomst van synthetisch geproduceerd alizarine. In 1911 werd de meekrapstoof daarom omgebouwd tot cichoreidrogerij. Begin 20e eeuw waren er op Goeree-Overflakkee acht cichoreifabrieken, waarvan vijf in Ouddorp. Daarvan zijn de Ceres uit 1903 en de Vooruitgang uit 1911 nog aanwezig.
In de jaren 50 daalde de vraag naar cichorei zodat de ene na de andere fabriek op het eiland werd gesloten, de Onverwacht als laatste. Het gebouw werd daarna enkel nog als opslag voor landbouwgewassen gebruikt. In 2001 werd de fabriek gesloopt en vervangen door een appartementencomplex in dezelfde stijl als het eerdere gebouw.
Tot begin 20e eeuw stond aan de Hazersweg te Ouddorp een vrijwel identieke meekrapstoof, de Braamstove.